# Bakti Rasa
Bakti Rasa is een bestuurslaag in het regentschap Lampung Selatan van de provincie Lampung, Indonesië. Bakti Rasa telt 5592 inwoners (volkstelling 2010).